# Касумов, Октай Кязим оглы
Касумов, Октай Кязим оглы — директор Института Биофизики, доктор физико-математических наук, профессор, член-корреспондент Национальной академии наук Азербайджана (2017).

## Происхождение
Октай Касумов родился в 1958 г. в городе Загатала Азербайджанской ССР.

## Деятельность[3]
В 1974 г. поступил в Бакинский государственный университет. Окончив университет начал работать в Институте физики НАН Азербайджана.

### Ученая деятельность
- В 1988 году защитил кандидатскую диссертацию на тему "Свободнорадикальные процессы, происходящие при механическом распаде фибриллярных белков".
- В 1992 году получил степень доктора физико-математических наук.
- В 2017 году был избран членом-корреспондентом Академии Наук Азербайджана

### Педагогическая деятельность
С 1996 по 2015 год работал в Калифорнийском университете в Лос-Анджелесе, США. В то же время в те годы он был научным сотрудником, ответственным за гранты Национального института здравоохранения США.

### Трудовая деятельность
- В 1982-1984 годах работал научным сотрудником Института химической физики им. Н.Н. Семенова РАН в Москве.
- В 2015-2016 годах работал руководителем Центра биофизики и смарт материалов Института физики НАН Азербайджана.
- С 2009 года является руководителем международной лаборатории «Спектроскопия биополимеров и токсинов», созданной совместно с Калифорнийским университетом в Институте физики НАН Азербайджана.[3]
- С 2016 года исполняет обязанности директора Института Биофизики НАНА.

### Прочая деятельность
- Редактор журнала “Bioenergetics”
- Член редколлегии журнала “Journal of Qafqaz University”

## Основные научные достижения
- При механическом разрушении белков были определены первичные свободнорадикальные процессы и цепные фото- и термореакции первичных радикалов. (1982-1996 гг).
- Создан новый метод точечно направленной флуоресценции триптофана (ТНТФ) для определения трехмерной структуры белков в растворe (1997, 2001).
- Показано свидетельство функции липокалина слезы об удалении липидов с поверхности роговицы человека (1999, 2005).
- Третичная структура белка в растворе была разрешена ТНТФ, что впоследствии  было портвеждено рентгеноструктурным анализом кристалла белка (2005).
- Механизм связывания лиганда, ориентация, динамика и распределение положения лиганда внутри полости липокалина слезы были выяснены методами ТНТФ и Точечно Направленным Спин Мечением (2000-2010).
- Создан новый метод «Точечно Направленный Циркулярный дихроизм», чтобы изучить конформационные изменения в белках. Показано преимущество низкотемпературных измерений (2008, 2014).
- Был разработан простой без модельный метод для изучения прямого связывания флуоресцентного лиганда методом линейного спектрального суммирования (2014).
- Исследование SERS (поверхностная усиленная комбинационная спектроскопия) для цельной крови человека на наноструктурной поверхности ZnO показало, что несмотря на умеренное усиление (в 20-30 раз), все спектральные компоненты крови разрешены.

## Названия научных работ
- Gasymov O.K., Mamedov Sh.V., and L’vov K.M. Free-radical processes in the mechanical destruction of proteins. Polymer Science USSR, rev. art., 1992, 34, 3, 196-204
- Gasymov O.K., Abduragimov A.R., Yusifov T.N., Glasgow B.J. Structural changes in human tear lipocalins associated with lipid binding. Biochim.Biophys.Acta, 1998; 1386(1); 145-156.
- Gasymov O.K., Abduragimov A.R., Yusifov T.N., Glasgow B.J. Resolution of ligand positions by site directed tryptophan fluorescence in tear lipocalin. Protein Science, 2000, 9, 2, 337-343.
- Gasymov O.K., Abduragimov AR, Yusifov TN, Glasgow BJ. Site Directed Tryptophan Fluorescence Reveals the Solution Structure of Tear Lipocalin: Evidence for features that confer promiscuity in ligand binding, Biochemistry, 2001, 40, 14754-14762.
- Gasymov O.K., Abduragimov AR, Prasher P, Yusifov TN and Glasgow BJ. Tear Lipocalin: Evidence for a Scavenging Function to Remove Lipids from the Human Corneal Surface. Invest Ophthalmol Vis Sci., 2005, 43(10), 3165-73.
- Gasymov O.K., Abduragimov AR, Glasgow BG. Intracavitary Ligand Distribution in Tear Lipocalin by Site-Directed Tryptophan Fluorescence, Biochemistry, 2009, 48 (30) 7219-7228.
- Gasymov O.K., Abduragimov AR, Glasgow BG. PH-dependent Conformational Changes in Tear Lipocalin by Site Directed Tryptophan Fluorescence, Biochemistry, 2010, 49 (3), 582-590.
- Gasymov O.K., Abduragimov AR, Glasgow BG. Excited Protein States of Human Tear Lipocalin for Low- and High-Affinity Ligand Binding Revealed by Functional AB Loop Motion, Biophysical Chem, 2010, 149(1-2), 47-57.
- Gasymov O.K., Abduragimov AR, Glasgow BG. Cation-π Interactions in Lipocalins: Structural and Functional Implications, Biochemistry, accelerated publication, 2012, 51(14), 2991-3002.
- Gasymov O.K., Abduragimov AR, Glasgow BG. Double Tryptophan Exciton Probe to Gauge Proximal Side Chains in Proteins- Augmentation at Low Temperature, J Phys Chem B., 2015, 119(10), 3962-3968.
- Gasymov O.K., Alekperov OZ, Aydemirova AH, Kamilova N, Aslanov RB, Bayramov AH, Kerimova A,  Surface enhanced Raman scattering of whole human blood on nano-structured ZnO surface, Phys. Status Solidi C, 2017, 160015